# Liste der Bodendenkmäler in Karlstein am Main
Auf dieser Seite sind die Bodendenkmäler in der unterfränkischen Gemeinde Karlstein am Main zusammengestellt. Diese Tabelle ist eine Teilliste der Liste der Bodendenkmäler in Bayern. Grundlage ist die Bayerische Denkmalliste, die auf Basis des Bayerischen Denkmalschutzgesetzes vom 1. Oktober 1973 erstmals erstellt wurde und seither durch das Bayerische Landesamt für Denkmalpflege geführt wird. Die folgenden Angaben ersetzen nicht die rechtsverbindliche Auskunft der Denkmalschutzbehörde.

## Bodendenkmäler in Karlstein am Main
| Lage                    | Objekt | Akten-Nr.     | Bild |
| ----------------------- | --- | ------------- | ---- |
| (Standort)              | Brandgräber der Völkerwanderungszeit. | D-6-5919-0001 |      |
| (Standort)              | Völkerwanderungszeitliche Körpergräber. | D-6-5920-0052 |      |
| (Standort)              | Bestattungsplatz mit Brandgräbern der älteren Urnenfelderzeit.                                                                                                   | D-6-5920-0055 |      |
| (Standort)              | Archäologische Befunde im Bereich eines Bestattungsplatzes mit Körpergrab der frühen Neuzeit.                                                                    | D-6-5920-0056 |      |
| (Standort)              | Völkerwanderungszeitliche Bestattungen. | D-6-5920-0060 |      |
| (Standort)              | Bestattungsplatz mit Körperbestattungen der Merowingerzeit. | D-6-5920-0118 |      |
| Karlsplatz 2 (Standort) | Archäologische Befunde im Bereich der hoch- bis spätmittelalterlichen und frühneuzeitlichen alten katholischen Pfarrkirche St. Hippolytus von Dettingen am Main. | D-6-5920-0120 |      |